# Itzcoatl
Itzcóatl (?, aprox. 1380-1440) va ser el quart sobirà (1428-1440) dels mexiques, sacerdot i reformador religiós. Era fill d'Ācamāpīchtli, primer tlatoani, i d'una filla de Tezozómoc, senyor d'Azcapotzalco.
Va derrotar els tepaneques i així va començar l'expansió asteca cap a l'oest.
El seu successor va ser Moctezuma Ilhuicamina o Moctezuma I, que va continuar l'expansió de Mèxic-Tenochtitlán.